# 1-デオキシ-D-キシルロース-5-リン酸
1-デオキシ-D-キシルロース-5-リン酸（1-デオキシ-D-キシルロース-5-リンさん、1-Deoxy-D-xylulose 5-phosphate、DXOP、DXP）は、非メバロン酸経路の中間生成物の一つ。DXPシンターゼによってピルビン酸とグリセルアルデヒド-3-リン酸から合成される。